# Eribolus
Eribolus là một chi ruồi trong họ Chloropidae.